# Yevlax
Yevlax, tidigare skrivet Jevlach, är en stad i Azerbajdzjan. Staden har 60 000 invånare år 2015.